# Albert E. Thatcher
Albert E. Thatcher (Boston, 1829 – ...) è stato un astronomo amatoriale statunitense di professione ingegnere.
Diplomatosi all'Harvard College nel 1850, per un problema alla vista dovette rinunciare ad esercitare la sua professione.
Il 4 aprile 1861 da New York, dove risiedeva, scoprì la cometa per cui è conosciuto, la C/1861 G1 Thatcher .